# Katrin Gebbe
Katrin Gebbe (Ibbenbüren, 1983) es una directora de cine y guionista alemana.

## Biografía
Katrin Gebbe estudió artes liberales y comunicación visual en la Academia de Artes Visuales de Enschede, donde realizó su primer cortometraje experimental.  En 2005, completó su formación de posgrado con la especialización en dirección cinematográfica en la Escuela de Medios de Hamburgo . Su trabajo de grado, el cortometraje Şoreş & Şîrîn, protagonizado por Ulrike Folkerts, fue galardonado en el Festival Internacional de Cine Infantil de Chicago con el ″Premio del Jurado Adulto″ para cortometrajes. Además, Şoreş & Şîrîn también recibió el premio europeo de medios Young Civis en 2009
Su debut cinematográfico Tore tanzt  cuenta la historia de un Jesús Freak de Hamburgo. La película recibió una invitación de la sección Una Cierta Mirada del 66º Festival de Cine de Cannes . Allí también tuvo su estreno la película, el 23 de mayo de 2013. Gebbe y Verena Höfe-Gräft, la productora, se conocieron durante su estancia en la universidad y comenzaron a trabajar juntas en el proyecto en 2009. El papel principal lo asumió el actor debutante Julius Feldmeier . Katrin Gebbe recibió por la película el Preis der deutschen Filmkritik 2013 al mejor debut cinematográfico y el Premio del Cine Bávaro al mejor dirección novel.
En 2019 presenta Pelican Blood en el que medita sobre la maternidad como acto de fuerza pura.

## Filmografía
- KOI (cortometraje - 2006)
- Narzissen (cortometraje - 2007)
- Einladung (cortometraje - 2007)
- Şoreş & Şîrîn (cortometraje - 2008)
- Nada malo puede pasar (2013)
- Tatort : Fünf Minuten Himmel (2016, episodio de serie de televisión)
- The Field Guide to Evil (2018, película antológica, segmento: Un aliento nocturno )
- Pelican Blood (2019)
- La emperatriz (2022) codirección de la serie; directora principal del piloto y dos episodios)